# Église de l'Assomption-de-la-Vierge d'Ajain
Pour les articles homonymes, voir Église de l'Assomption.
L'église de l'Assomption-de-la-Vierge est une église catholique située en France, à Ajain, dans le département de la Creuse.
Elle fait l’objet d’une protection au titre des monuments historiques.

## Localisation
L'église est située dans la moitié nord du département de la Creuse, rue de l'Église, dans le bourg d'Ajain, 150 mètres au nord de la route départementale 11.

## Histoire
En 1186, le seigneur d'Ajain fait construire une église attenante à son château[réf. nécessaire]. Au début du XIVe siècle, elle passe sous la juridiction de l'abbaye de Cluny[réf. nécessaire].
Depuis le XVIe siècle, son patronage appartient à l'évêque de Limoges[réf. nécessaire].
Depuis la loi de séparation des Églises et de l'État de 1905, elle est la propriété de la commune d'Ajain.
L'édifice est classé au titre des monuments historiques le 26 décembre 1930.

## Architecture extérieure
L'église est orientée est-ouest. Elle est précédée à l'ouest d'un parvis trapézoïdal au centre duquel a été érigée une croix latine monumentale. L'édifice a été fortifié avec surélévation des murs avec un chemin de ronde sur mâchicoulis et quatre échauguettes en encorbellement encore bien visibles sur la façade occidentale.
Le portail est encadré de colonnettes dont les chapiteaux sont ornés de feuillages.
Le chevet est plat.
Le clocher est composé de bardeaux en châtaignier, bois imputrescible qui repousse les insectes.
Sur les murs extérieurs de la nef, plusieurs modillons sculptés sont encore visibles.
Avant 1900, un auvent en charpente précédait le portail[réf. nécessaire].

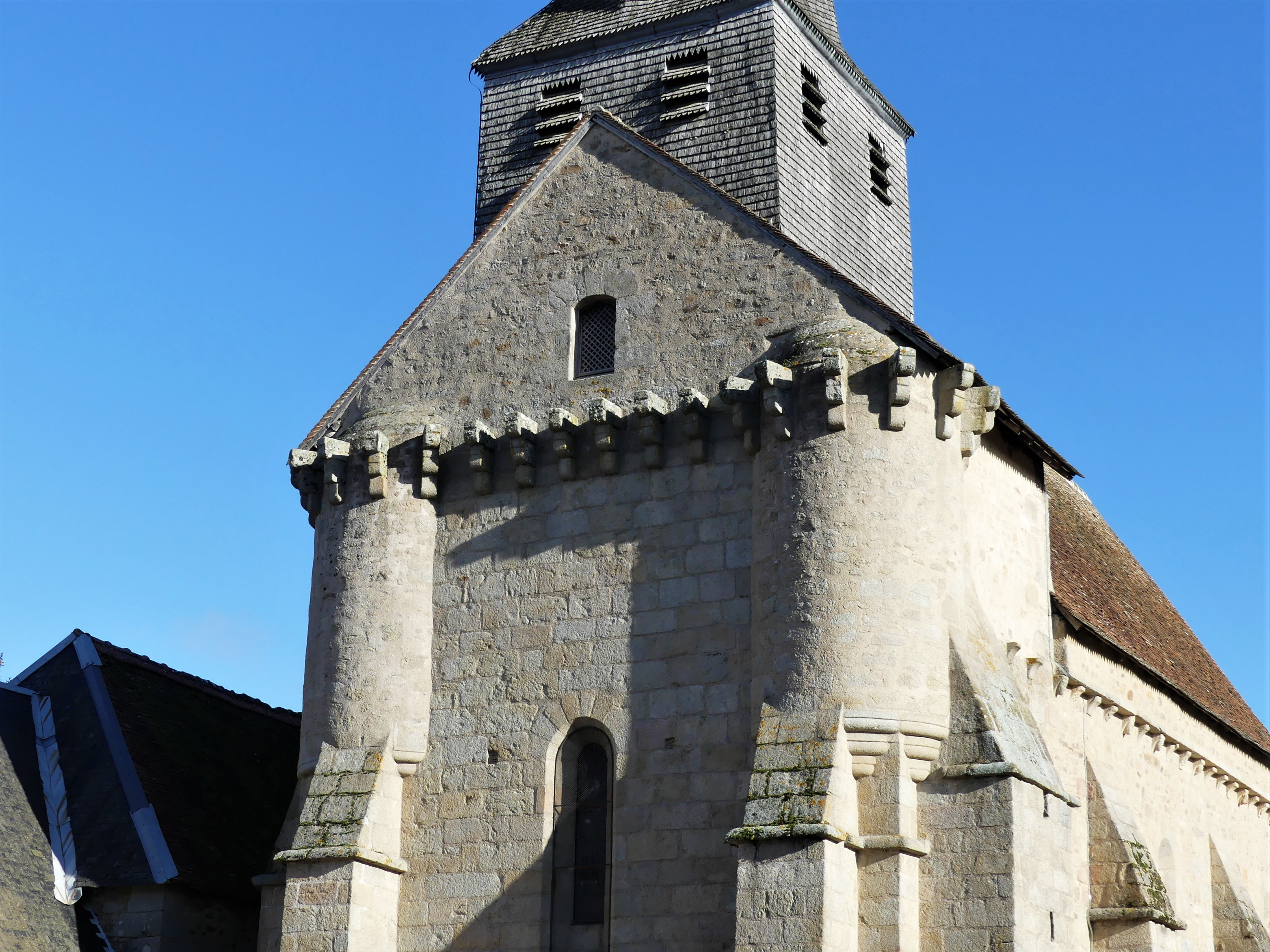
Échauguette et mâchicoulis de la façade occidentale.
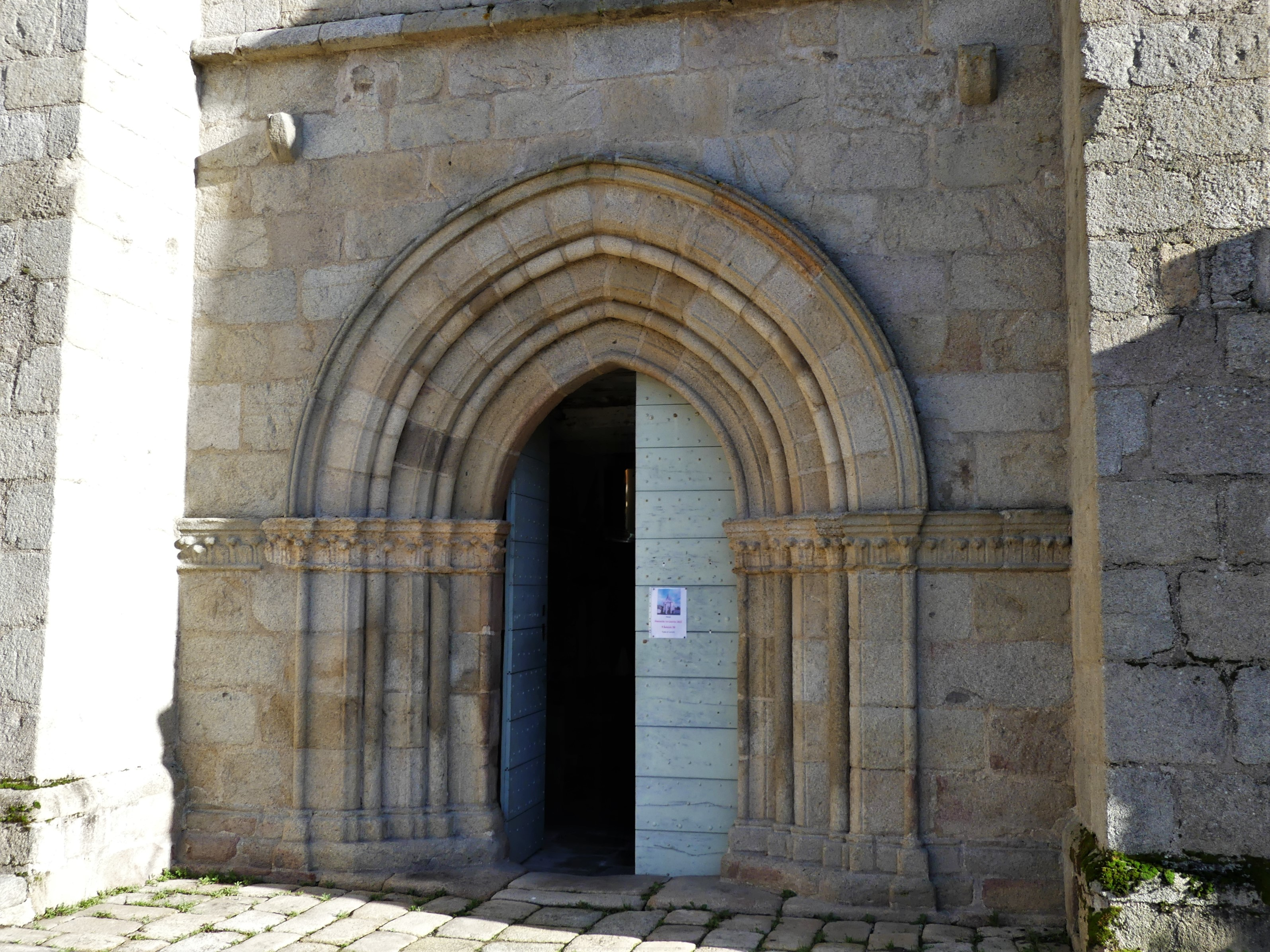
Le portail.
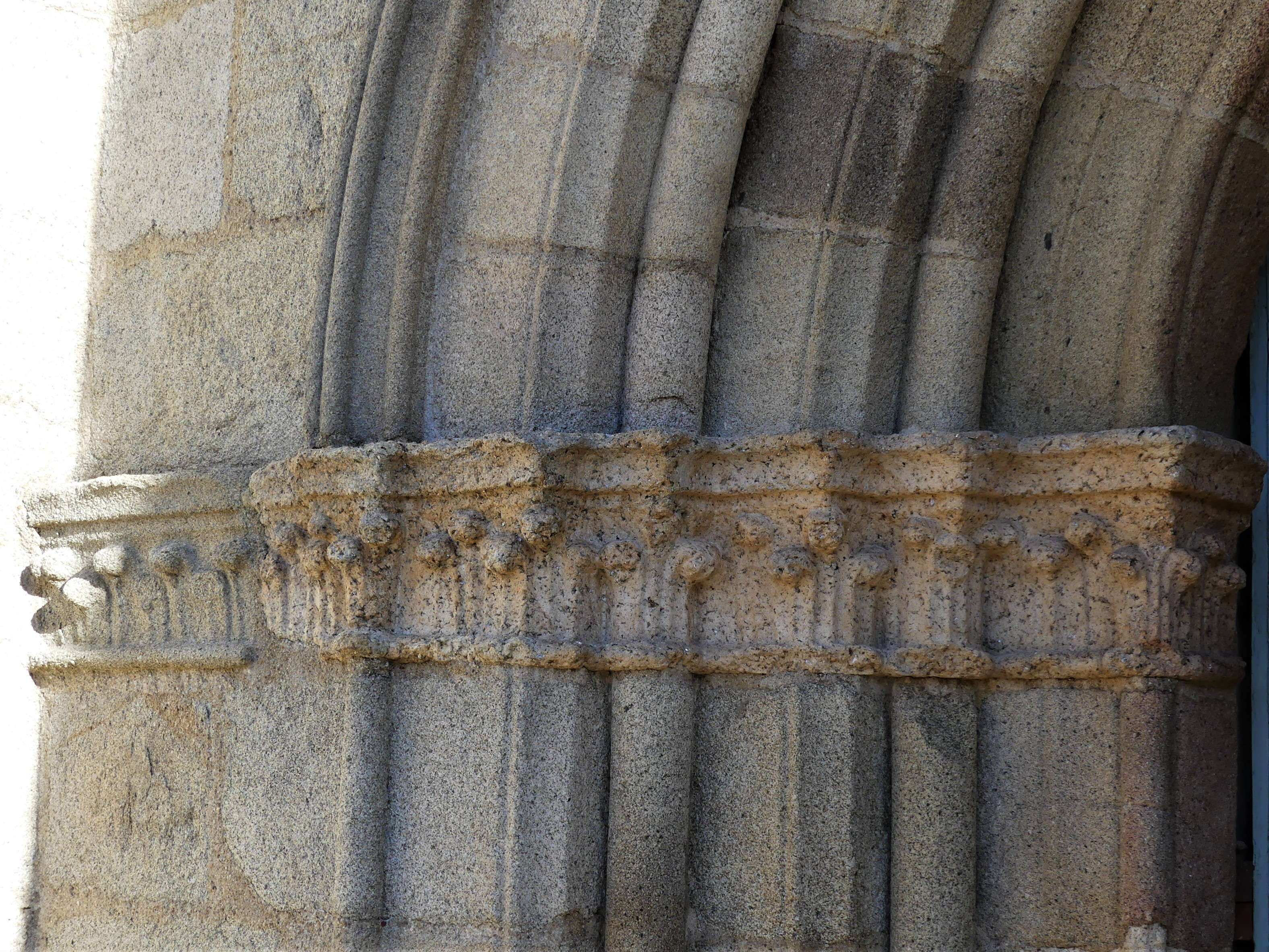
Chapiteaux sculptés du portail.

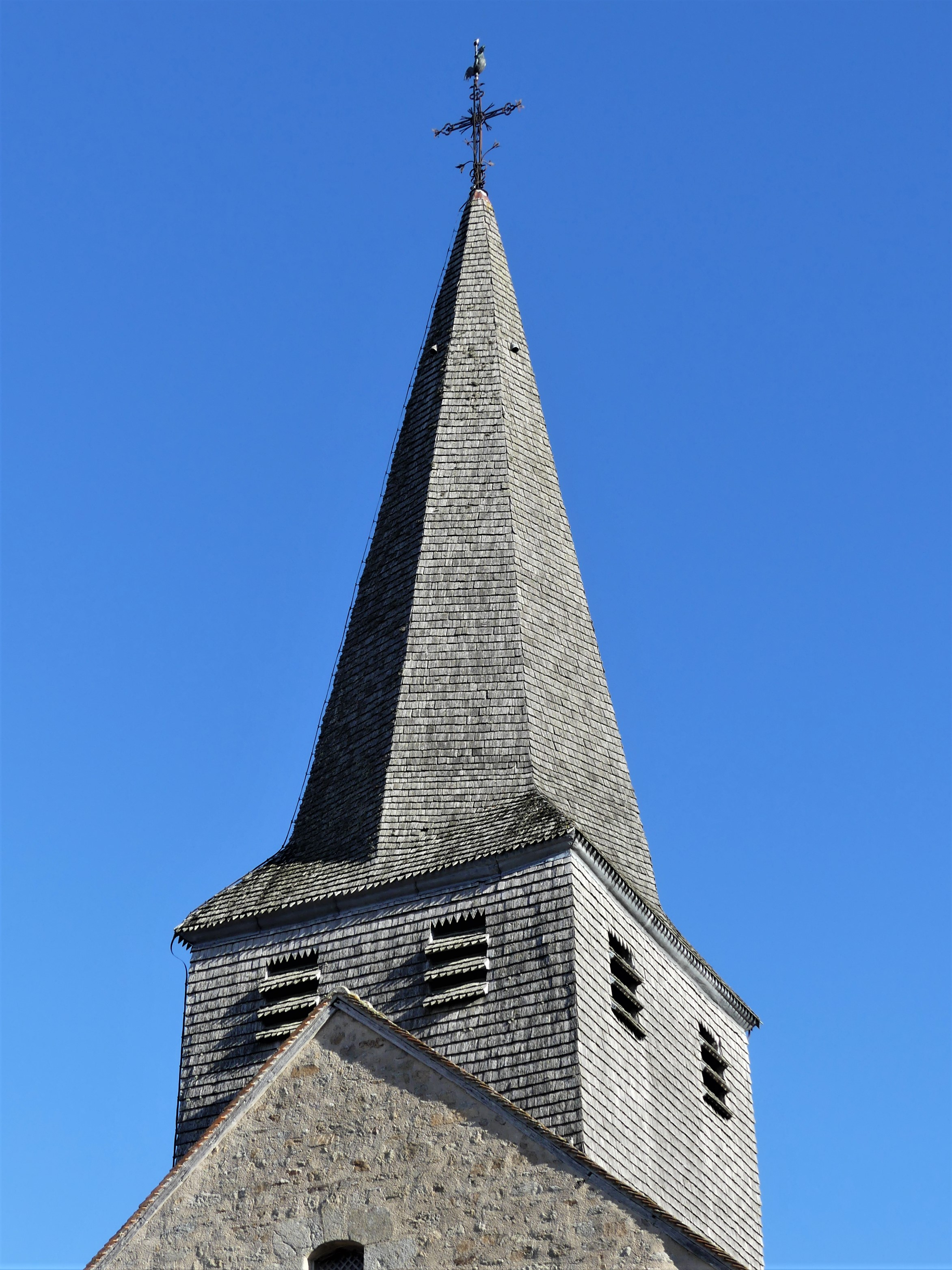
Le clocher recouvert de bardeaux.
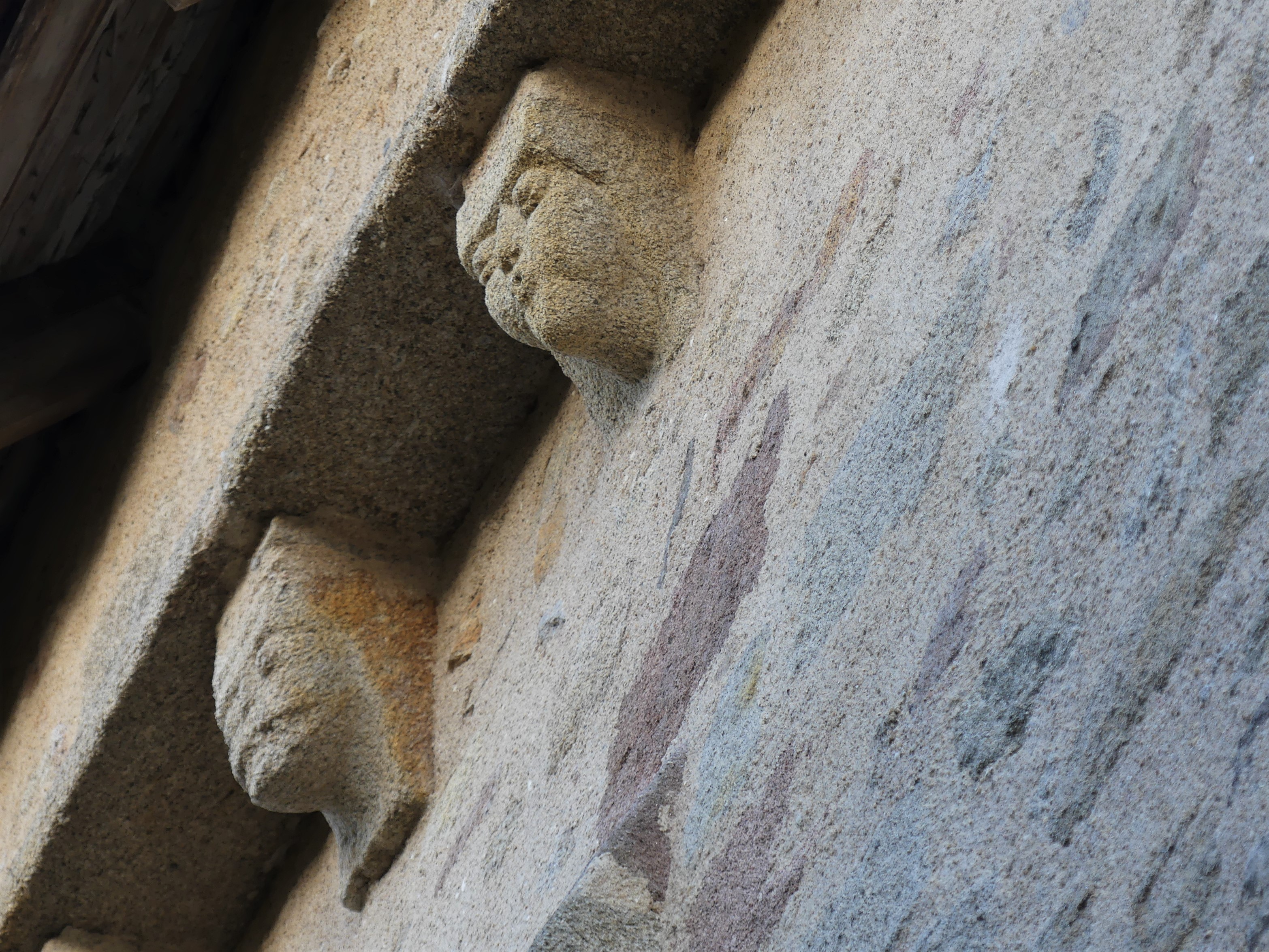
Modillons de la façade nord.
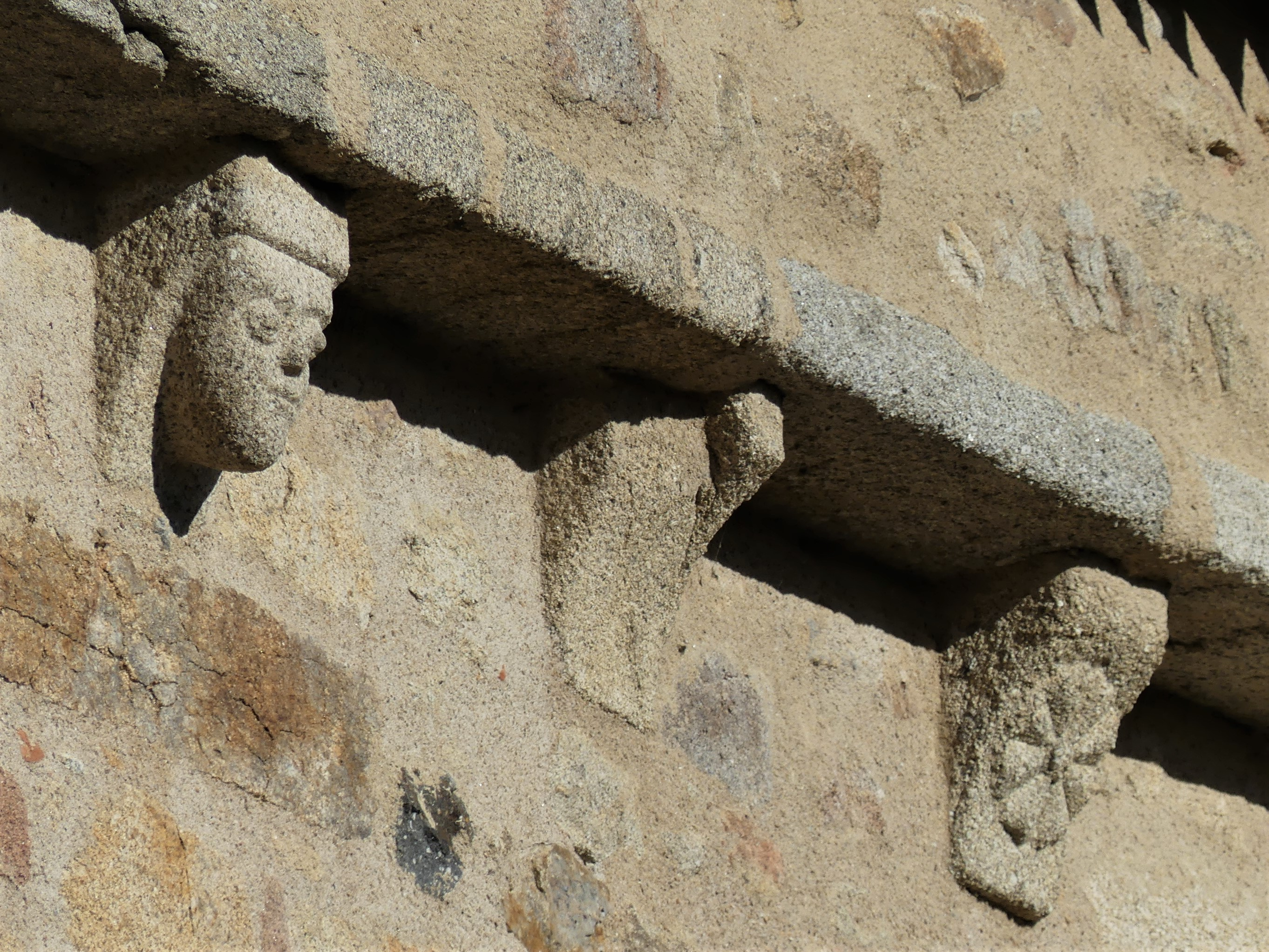
Modillons de la façade sud.

## Intérieur
La première travée de la nef possède un décor peint datant du XIVe siècle[réf. nécessaire] ainsi que les vestiges d'une litre funéraire avec des armoiries peu lisibles. La nef se prolonge sur deux autres travées.
Les culs-de-lampe supportant les ogives de la voûte sont sculptés de têtes variées.
Le chœur a été peint lors d'une restauration du XIXe siècle[réf. nécessaire].

## Mobilier
Le mobilier de l'église comprend deux objets protégés au titre des monuments historiques :
- le tableau du maître-autel datant du XVIIe siècle, représentant l'Assomption de Marie, classé le 13 juillet 2010[4] ;
- une statue en bois pouvant dater du XIXe siècle représentant saint Jean-Baptiste, inscrite le 21 juin 1976[5].

## Galerie de photos

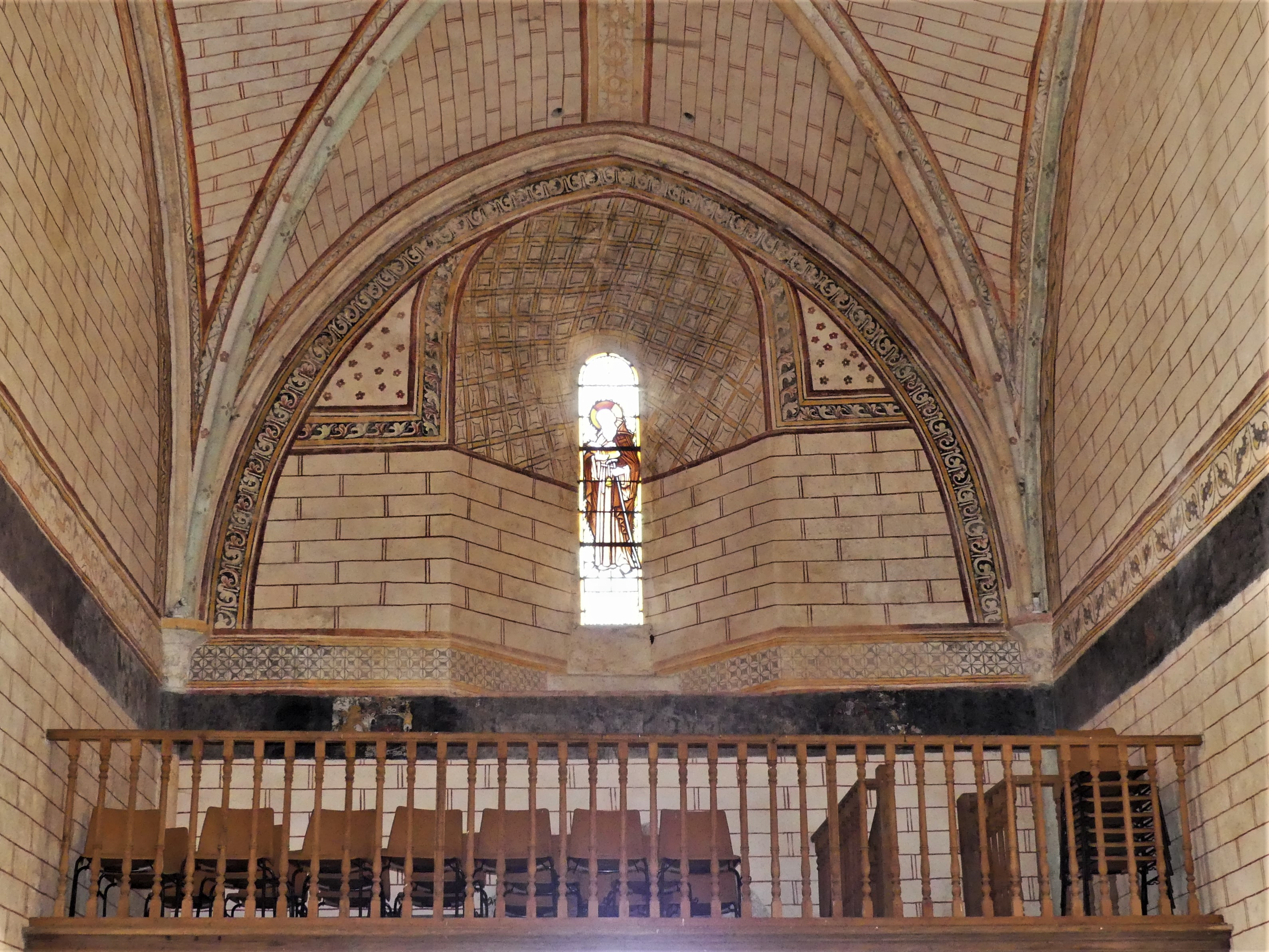
La galerie, la litre funéraire et le décor peint de la première travée.
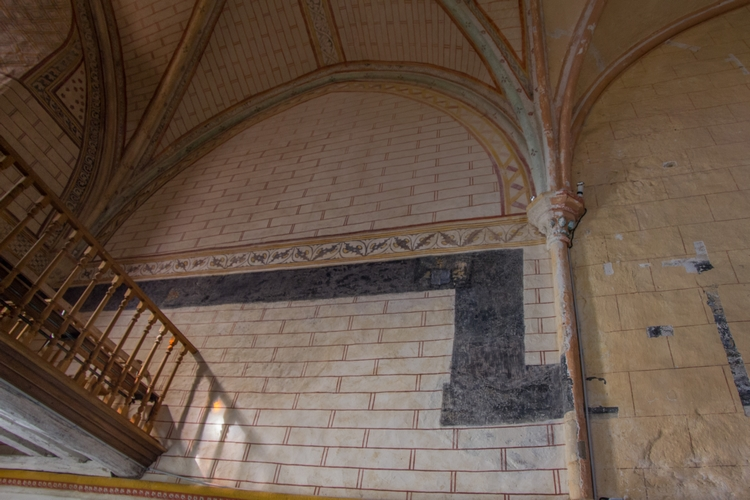
La litre funéraire sur le mur nord.
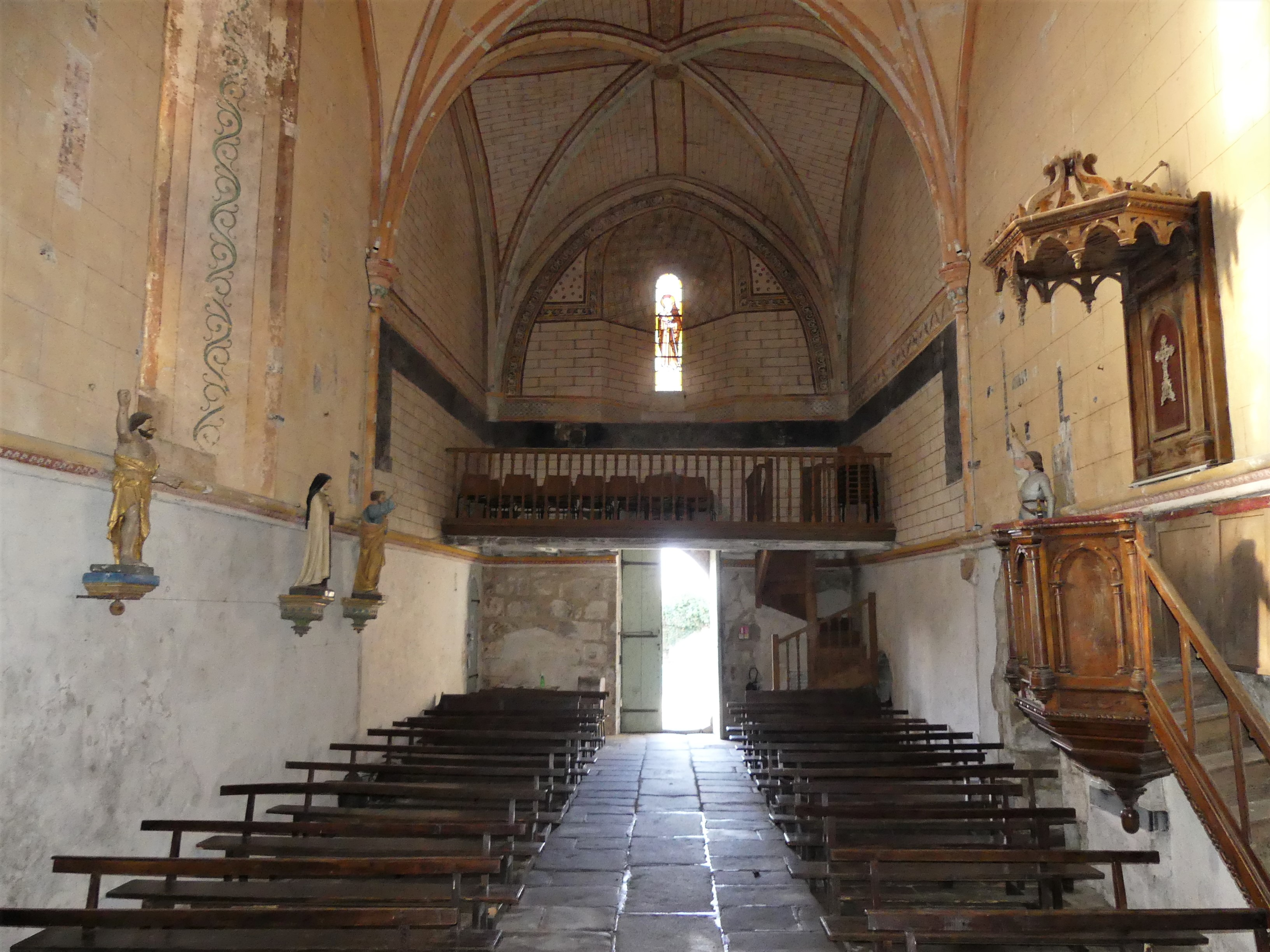
La nef et la chaire.
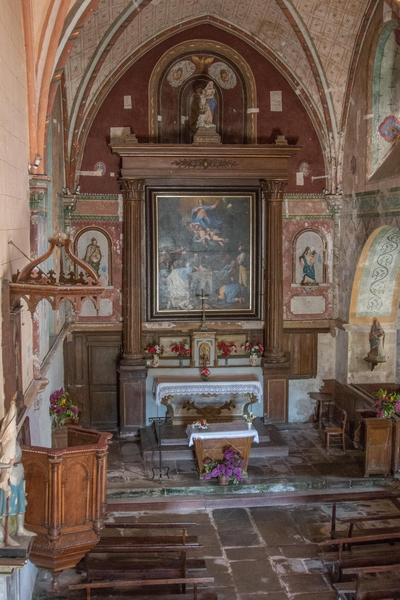
Le chœur avec le tableau de l’Assomption.
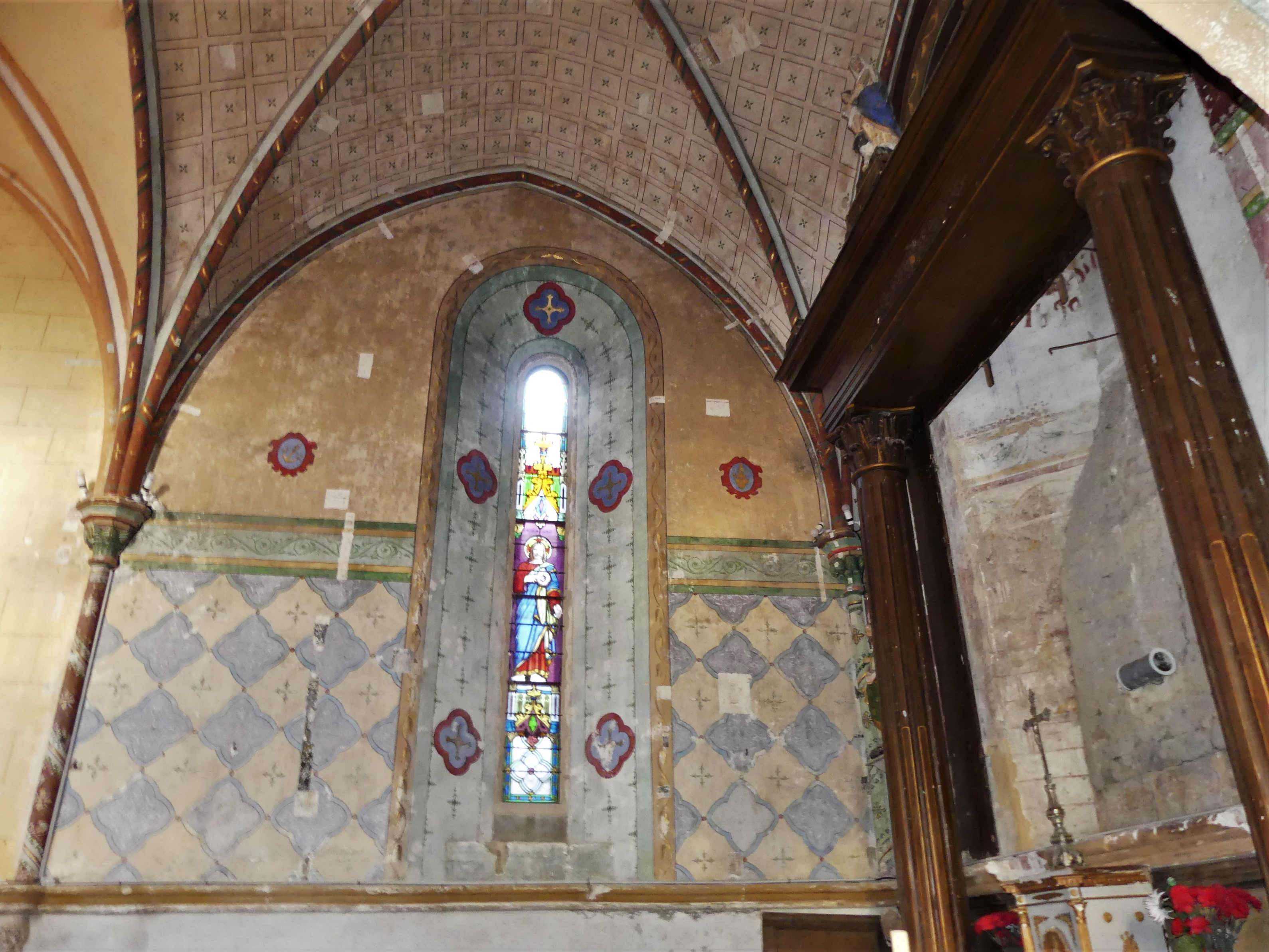
Les peintures du  mur nord du chœur.
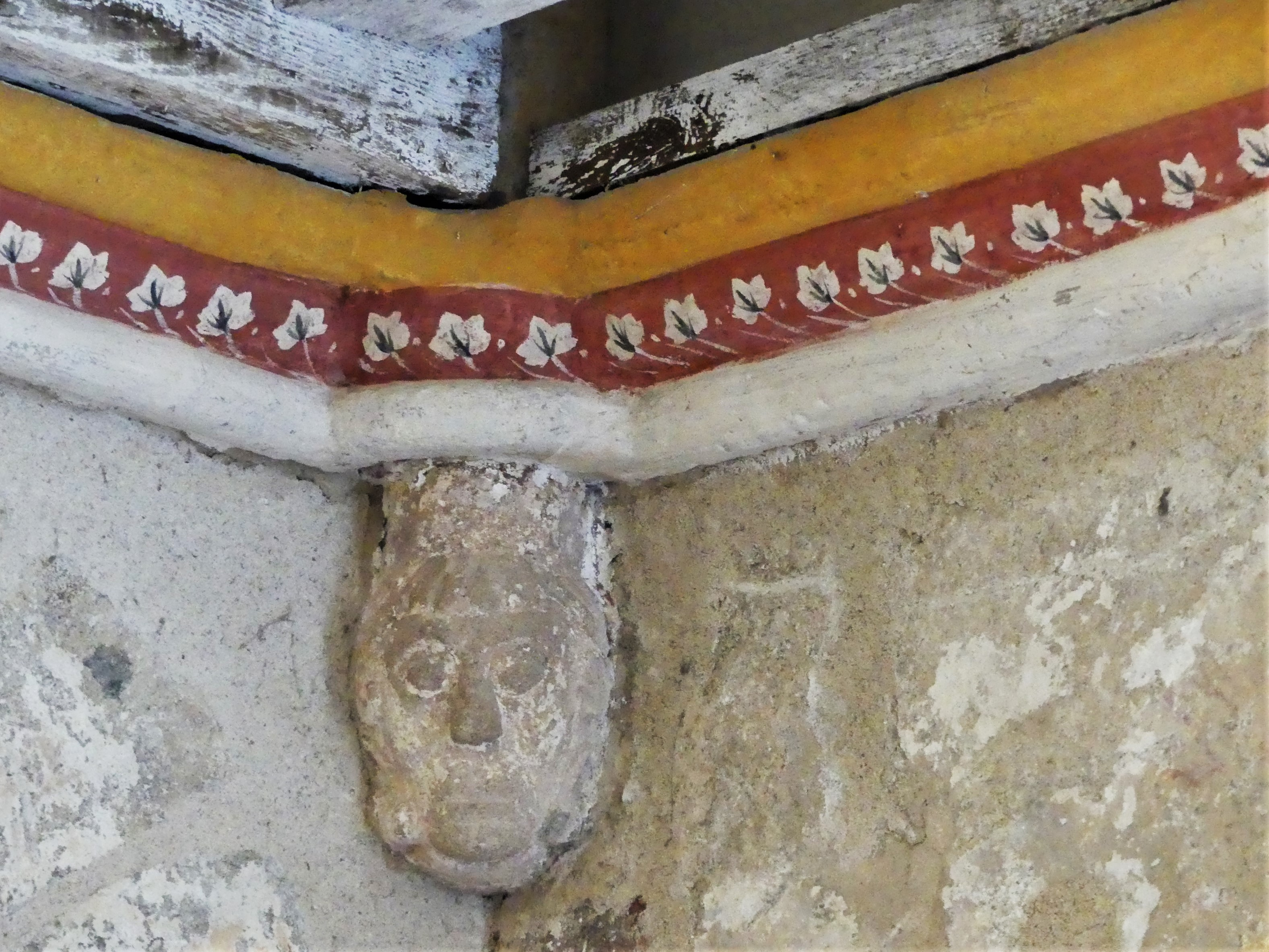
Cul-de-lampe sculpté.
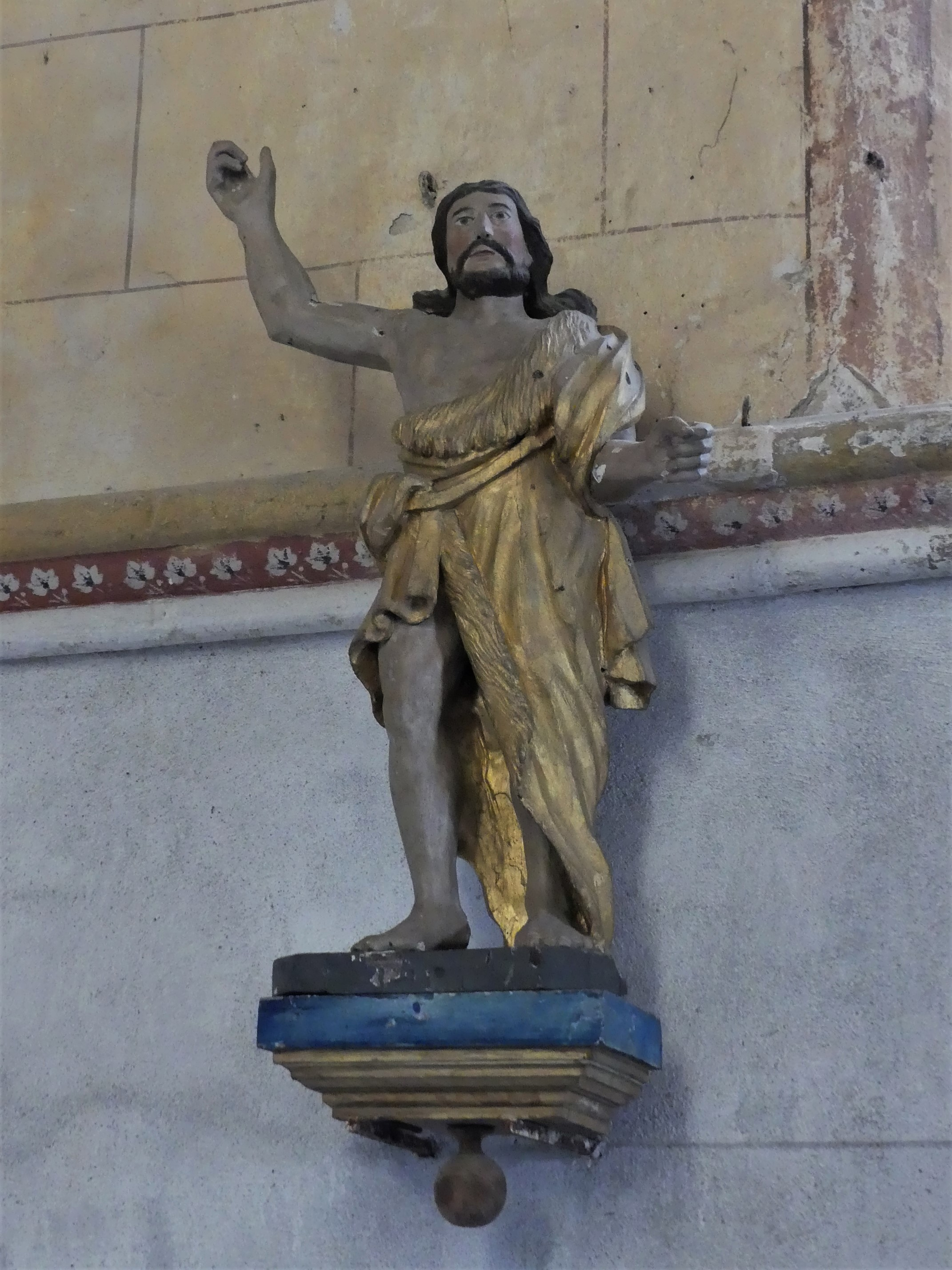
Statue représentant saint Jean Baptiste.